# Corrector ortográfico
Un corrector ortográfico es, en informática, una aplicación de software que se utiliza para analizar textos con el fin de detectar y, de forma automática o manual, corregir faltas ortográficas ayudando al usuario en su escritura.

## Resumen
No debe confundirse la ortografía con la gramática. El corrector ortográfico compara las palabras del texto con las palabras en un diccionario. Si las palabras del texto se encuentran en el diccionario, éstas son aceptadas; de lo contrario, el corrector propone términos similares. La gramática, por otro lado, comprueba que las palabras del texto (existentes en el diccionario), cumplen ciertas normas de la gramática (orden de las palabras, etc.) y de la semántica (frases que tengan sentido, etc.). Para la corrección de errores gramaticales se puede utilizar un corrector gramatical, si bien hoy en día muchos correctores ortográficos también cumplen esta función, así como errores en la puntuación del texto.
Un corrector ortográfico no puede garantizar que un texto sea correcto, pues, aunque las palabras en una oración existan, puede que la palabra no tenga la semántica correcta. p. ej., «La baca es un animal que da leche» sería aceptado porque la palabra baca existe. Por lo tanto, el corrector ortográfico no detecta el error ortográfico («baca» en lugar de «vaca»).
Además, suelen tener problemas al detectar palabras prefijadas o con elementos compositivos, o incluso con vocablos sufijados, como opciones «correctas» unas formas que precisamente no son correctas ortográficamente.

## Historia
El primer corrector ortográfico del español fue Escribién, para la plataforma MS-DOS, en los años 1980, pero fue en la década de 1970 cuando estuvieron disponibles los primeros correctores para ordenadores tipo mainframe.
A mediados de los años 1980 se incluyeron correctores ortográficos en las aplicaciones de edición de textos, como WordStar y WordPerfect.
Inicialmente, los correctores ortográficos solo indicaban qué palabras estaban escritas de forma incorrecta, no sugerían palabras alternativas. 

## Correctores ortográficos
- Aspell del proyecto GNU;

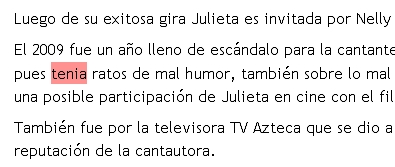

- Ispell, un corrector ortográfico para Unix;
- Entre los motores de búsqueda en Internet: Google o Yahoo!.